# Feenixpawl
Feenixpawl (prononcé en anglais : [fiːnɪks.pɔːl]) est un duo de disc jockeys australien formé en 2003, composé de Aden Forté et Josh Soon, et originaire de Melbourne.

## Discographie

### Singles
- 2009 : Calypso
- 2009 : Seasons
- 2012 : In My Mind (avec Ivan Gough & Axwell featuring Georgi Kay)
- 2013 : Universe (featuring Quilla)
- 2013 : Together (avec Jason Forté)
- 2013 : I Won't Break (avec Trevor Simpson)
- 2014 : Hear Me (avec Ivan Gough featuring Christine Hoberg)
- 2014 : Destination (avec DubVision)
- 2014 : Fuse (avec Disfunktion)
- 2015 : Home (avec BYNON & Project 46)
- 2015 : Ghosts (featuring Melissa Ramsay)
- 2015 : Blue Sky (avec Jason Forté featuring Mary Jane Smith)
- 2016 : Everything I Needed (featuring Strange Talk)
- 2016 : Quicksand (avec APEK)
- 2017 : Sinners
- 2017 : Love Me For Life
- 2017 : Shakin' (avec XMulty)
- 2018 : Bones (avec Harley Knox featuring Ariana and the Rose)
- 2018 : Fever (avec Watson)
- 2018 : Dancin' (avec Daniel Étienne)
- 2018 : Neon Sky (featuring Mikayla)
- 2018 : Contra (avec Eugene Luu et Hadron)
- 2018 : Find a Way (avec Dave Winnel)
- 2018 : Atomic (avec XMulty)
- 2018 : Dreams (avec Sheco featuring Georgi Kay)
- 2019 : Blaze (avec Arensky)

### Remixes
- 2008 : Kaz James - We Hold On [KJM]
- 2008 : Citylife feat. DD - San Francisco [Onelove]
- 2009 : Former Child Stars - Safe in Silence [Independent]
- 2009 : Herd & Macklin - Greenlight [Onelove]
- 2009 : Carl Kennedy - Elephant & Castle [Onelove]
- 2009 : Felix Baumgartner, Juan Kidd - Now You're Gone [Onelove]
- 2009 : Angger Dimas - Duck Army [Vicious]
- 2009 : Sebastian Morxx, Lethal Obsession - Funky Analog [Big Mama's House Records]
- 2009 : Goldfish - This Is How It Goes [Central Station Records]
- 2009 : Goldfish - Fort Knox [Central Station Records]
- 2009 : The Sargents - Amphibian [Alicia Music]
- 2009 : Carl Kennedy - RocknRolla [Onelove]
- 2010 : Chris Kaye - Don't Give Up [Central Station Records]
- 2010 : Ali Payami - Roots [Audiodamage Records]
- 2010 : NERVO - This Kind of Love [Onelove]
- 2010 : Venuto - Love {Onelove]
- 2010 : Beats & Styles - Friend [Onelove]
- 2010 : Ben Morris & Venuto - Give It Up [Onelove]
- 2010 : Matt Caseli & Danny Freakazoid - Sign Your Name [Neon Records]
- 2011 : Bobby Vena & JRJ - Til There Was You [Neon Records]
- 2011 : Ben Morris, Venuto & Timmy Trumpet - Endriago [Neon Records]
- 2011 : Silver Sneakerz - Make You Move [Hussle Recordings]
- 2011 : Fabian Gray - When U Fall [Neon Records]
- 2011 : Midnite Sleeze - Lose Control [Housesession Records]
- 2011 : Dion Mavath - 'Salvador [S2G Productions]
- 2011 : Q45 & Frankie Charles - You Know [3am Jam]
- 2012 : Kaskade feat. Skylar Grey - Room For Happiness [Ultra]
- 2012 : Jono Fernandez feat. Twin Atoms - Lights Are Fading [Onelove]
- 2012 : Adrian Lux feat. Dante - Burning [Ultra]
- 2012 : Grant Smillie & Walden Ft. Zoe Badwi - A Million Lights [Neon Records]
- 2013 : John Dahlback feat. Agnes - Life (Diamonds In The Dark) [Big Beat Records]
- 2013 : Strange Talk - Falling In Love [Sony]
- 2013 : Jetski Safari - Like A Lie [Central Station]
- 2013 : Marco V feat. Maruja Retana - Waiting For The End [In Charge (Be Yourself]
- 2014 : Jacqui Lee - Broken Ones [Atlantic Records]
- 2015 : Jess Glynne - Hold My Hand (Feenixpawl Extended Mix) [Atlantic Records]
- 2016 : Nicky Romero, NERVO - Let It Go (Feenixpawl Remix) [Ultra]